# Saint-Georges-du-Mesnil
Saint-Georges-du-Mesnil è un comune francese di 107 abitanti situato nel dipartimento dell'Eure nella regione della Normandia.

## Società

### Evoluzione demografica
Abitanti censiti